# Malinowka (Kaliningrad, Gurjewsk)
Malinowka (russisch Малиновка, deutsch Stangau) ist ein Ort in der russischen Oblast Kaliningrad. Er gehört zur kommunalen Selbstverwaltungseinheit Stadtkreis Gurjewsk im Rajon Gurjewsk.

## Geographische Lage
Malinowka liegt 14 Kilometer östlich von Kaliningrad südlich der neuen Trasse der Föderalstraße A229 und nördlich des Neuen Pregel (russisch: Nowaja Pregolja). Nur 12 Kilometer nordöstlich liegt – bereits im Rajon Gwardeisk – der gleichnamige Ort Malinowka (Biothen und Podewitten), was häufig zu Verwechselungen führt. Ein Bahnanschluss besteht nicht.

## Geschichte
Das bis 1946 Stangau genannte Dorf blickt auf das Gründungsjahr 1304 zurück. Im Jahre 1874 wurde es in den neu errichteten Amtsbezirk Fuchshöfen eingegliedert, der zum Landkreis Königsberg (Preußen), von 1939 bis 1945 zum Landkreis Samland im Regierungsbezirk Königsberg der preußischen Provinz Ostpreußen gehörte.
Im Jahre 1910 waren in Stangau 68 Einwohner registriert. Am 30. September 1928 schlossen sich die Landgemeinde Stangau und der Gutsbezirk Fuchshöfen zur neuen Landgemeinde Fuchshöfen zusammen.
1945 kam Stangau mit dem nördlichen Ostpreußen zur Sowjetunion. Im Jahr 1950 erhielt der Ort die russische Bezeichnung Malinowka und wurde gleichzeitig dem Dorfsowjet Nisowski selski Sowet im Rajon Gurjewsk zugeordnet. Von 2008 bis 2013 gehörte Malinowka zur Landgemeinde Nisowskoje selskoje posselenije und seither zum Stadtkreis Gurjewsk.

## Kirche
Die mehrheitlich evangelische Bevölkerung Stangaus war vor 1945 in das Kirchspiel der Kirche Arnau  eingepfarrt. Es gehörte zum Kirchenkreis Königsberg-Land II in der Kirchenprovinz Ostpreußen der Kirche der Altpreußischen Union. Letzter deutscher Geistlicher war Pfarrer Arthur Brodowski.
Heute liegt Malinowka im Einzugsbereich der Auferstehungskirche in Kaliningrad innerhalb der Propstei Kaliningrad der Evangelisch-lutherischen Kirche Europäisches Russland (ELKER). 